# Akio Morita
Akio Morita (Nagoya, 26 gennaio 1921 – Tokyo, 3 ottobre 1999) è stato un fisico e imprenditore giapponese, fondatore con Masaru Ibuka della Sony.

## Biografia
Akio Morita nacque a Nagoya. La famiglia di Morita era coinvolta dal 1665 nella produzione di sake, miso e salsa di soia nel villaggio di Kosugaya (attualmente parte della città di Tokoname) sulla costa occidentale della penisola di Chita, nella prefettura di Aichi. Era il maggiore di quattro fratelli e suo padre Kyuzaemon lo addestrò sin da bambino a prendere in mano l'azienda di famiglia.
Akio, tuttavia, trovò la sua vera vocazione in matematica e fisica, e nel 1944 si laureò in fisica all'Università Imperiale di Osaka. In seguito fu nominato sottotenente nella Marina imperiale giapponese e prestò servizio nella seconda guerra mondiale. Durante il servizio, Morita incontrò il suo futuro socio in affari Masaru Ibuka in un gruppo di studio per lo sviluppo di bombe a guida infrarossa (Ke-Go) nel Comitato di ricerca in tempo di guerra della Marina.
Il 7 maggio 1946 i due fondarono il primo embrione della futura multinazionale Sony Corporation, avendo come principali investitori la famiglia di Morita.

### Pubblicazioni
Ha pubblicato il libro Made in Japan: Akio Morita and Sony, in cui si parla anche della Sony. Hanno partecipato alla scrittura anche Edwin M. Reingold e Mitsuko Shimomura. Il libro non narra solo la storia della famiglia Morita, ma appunto anche la nascita della Sony, all'indomani della sconfitta del Giappone nella seconda guerra mondiale, ed il seguente e rapido sviluppo economico e sociale del paese del Sol Levante. Ci sono anche informazioni sulla cultura e il punto di vista giapponese, con particolare riferimento alla filosofia ed allo stile. Il comportamento giapponese, è spiegato anche inserendolo nel contesto storico, recente e più antico.
Morita introduce le origini della propria famiglia, come fondatore della Sony. Ci sono anche capitoli e immagini della guerra, e sviluppi sui mercati internazionali. Il transistor fu inventato in USA nel 1950, e di come Sony abbia sfruttato al meglio questa rivoluzione. L'autobiografia, introduce dettagli originali riguardo ai brevetti, alle conferenze in diversi paesi ed anche ai dettagli su come sia stato sviluppato e prodotto il Walkman. Il tono è intenso e personale, con uno stile comunicativo molto informale, contrario al comportamento standard giapponese. Fu originariamente pubblicato in inglese (ISBN 0525244654) nel 1986, e tradotto in 12 lingue.

### Morte
Morita, che amava giocare a golf e a tennis e guardare film quando pioveva, ebbe un ictus nel 1993, durante una partita di tennis. L'ictus lo indebolì costringendolo su una sedia a rotelle. Il 25 novembre 1994 si dimise da presidente della Sony. Il 3 ottobre 1999, Morita morì di polmonite all'età di 78 anni in un ospedale di Tokyo, dove era ricoverato dall'agosto 1999.